# Revenu de solidarité active
Revenu de solidarité active (RSA) (deutsch: Aktive-Solidarität-Einkommen) ist eine vom Département ausgezahlte Sozialleistung in Frankreich, die ihren Empfängern ein Mindesteinkommen garantieren soll. Der RSA wurde per 1. Juni 2009 mit Art. L262-2 Code de l'action sociale et des familles in Frankreich (mit Ausnahme der Überseegebiete) eingeführt.  Zuvor war er ab Mai 2007 in 34 Départements probeweise in Kraft. Seine Rechtsgrundlage bildet das TEPA-Gesetz. Der RSA löste die französische Sozialhilfe (revenu minimum d'insertion, kurz RMI, wörtlich übersetzt etwa „Grundeinkommen zur Eingliederung“) und die Alleinerziehendenhilfe allocation de parent isolé (API) ab. Durch die Einführung des RSA wurde der Kreis der Anspruchsberechtigten von ca. 1,1 Millionen auf 4,26 Millionen Personen ausgeweitet (Stand März 2011). Dies sind aktuell zwei Millionen Einzelempfänger, 370.000 Mitbewohner und 1,88 Millionen Kinder. Die Mehrkosten werden durch die Erhöhung der Kapitalertragsteuer von 11 % auf 12,1 % gegenfinanziert. Die Leistung wurde zum 31. März 2011 auch in den Überseegebieten eingeführt. Sie wird jährlich zum Stichtag 1. April per Dekret angepasst.

## Anspruchsvoraussetzungen
Leistungen empfangen können bis auf wenige Ausnahmen nur französische Staatsbürger und Personen, die seit mehr als fünf Jahren eine Aufenthalts- und Arbeitserlaubnis in Frankreich besitzen. Begünstigt waren ursprünglich sowohl Arbeitslose als auch Geringverdiener (Aufstocker), jetzt sind es nur noch Arbeitslose. Die Leistungsempfänger dürfen nicht inhaftiert und müssen mindestens 25 Jahre alt sein. Für Personen unter 25 Jahren existiert ein eigener RSA pour les jeunes; sie bekommen jedoch den allgemeinen RSA, falls sie ein Kleinkind haben oder schwanger sind. RSA-Empfänger sind verpflichtet, sich aktiv um einen Arbeitsplatz zu bemühen.

## Leistungshöhe
Der RSA errechnet sich aus: 

   Regelsatz 

- Kindergeld 

- Arbeitslosengeld 

- sonstige Einkünfte 

- Wohngeldabschlag
Der Regelsatz beträgt 559,74 € pro Monat für Alleinstehende  und 839,61 € für Paarhaushalte (2019). Kinder werden bei ihren Sorgeberechtigten anspruchserhöhend berücksichtigt.

## Aufstocker
Eigene Erwerbseinkünfte werden nicht mehr, wie noch bis 2015, berücksichtigt und dabei nur zu 38 % auf den Regelsatz angerechnet. Vielmehr fallen Erwerbstätige mit Art. 57 Loi Rebsamen nun komplett aus dem Leistungsbezug heraus und erhalten stattdessen eine gestaffelte Beschäftigungsprämie, die Prime d'activité.

## Unterkunftskosten
Die Miete wird anders als in Deutschland nicht als Belastung berücksichtigt. Stattdessen werden, je nach persönlicher Situation, das Familienwohngeld, der Sozialwohnungszuschlag für Alleinstehende oder das Sozialwohngeld für alleinstehende Hilfebedürftige parallel weitergezahlt, allerdings zu einem kleinen Wohngeldabschlag im RSA anspruchsmindernd berücksichtigt. Das führt dazu, dass RSA-Empfänger aus teuren Wohngegenden, insbesondere der Großstädte, verdrängt werden.